# Кросхейвен
Кросхейвен (англ. Crosshaven; ирл. Bun an Tábhairne) — (переписной) посёлок в Ирландии, находится в графстве Корк (провинция Манстер).
Местная железнодорожная станция была открыта 1 июня 1904 года и закрыта 1 июня 1932 года.

## Демография
Население — 1669 человек (по переписи 2006 года). В 2002 году население составляло 1373.
Данные переписи 2006 года:
| Общие демографические показатели |               |                               |                               |      |      |
| Всё население                    | Всё население | Изменения населения 2002—2006 | Изменения населения 2002—2006 | 2006 | 2006 |
| 2002                             | 2006          | чел.                          | %                             | муж. | жен. |
| 1373                             | 1669          | 296                           | 21,6                          | 807  | 862  |

В нижеприводимых таблицах сумма всех ответов (столбец «сумма»), как правило, меньше общего населения населённого пункта (столбец «2006»).
| Религия (Тема 2 — 5 : Число людей по религиям, 2006) |             |                |             |            |       |      |
| Католики, чел.                                       | Католики, % | Другая религия | Без религии | не указано | сумма | 2006 |
| 1393                                                 | 83,5        | 165            | 88          | 23         | 1669  | 1669 |

| Этно-расовый состав (Этничность. Тема 2 — 3 : Постоянное население по этническому или культурному происхождению, 2006) |            |              |       |        |        |            |       |       |
| Белые ирландцы | Лухт-шулта | Другие белые | Негры | Азиаты | Другие | Не указано | сумма | 2006  |
| 1478 | 1          | 135          | 1     | 3      | 16     | 21         | 1655  | 1669  |
| Доля от всех отвечавших на вопрос, %                                                                                   |            |              |       |        |        |            |       |       |
| 89,3 | 0,1        | 8,2          | 0,1   | 0,2    | 1,0    | 1,3        | 100   | 99,21 |

1 — доля отвечавших на вопрос о языке от всего населения.
| Владение ирландским языком (Тема 3 — 1 : Число людей от 3 лет и старше по способности говорить по-ирландски, 2006) |      |            |       |       |
| Владеете ли Вы ирландским языком?                                                                                  |      |            |       |       |
| Да | Нет  | Не указано | сумма | 2006  |
| 716 | 836  | 38         | 1590  | 1669  |
| Доля от всех отвечавших на вопрос о языке, %                                                                       |      |            |       |       |
| 45,0 | 52,6 | 2,4        | 100   | 95,31 |

1 — доля отвечавших на вопрос о языке от всего населения.
| Использование ирландского языка (Тема 3 — 2 : Говорящие по-ирландски от 3 лет и старше по частоте использования ирландского языка, 2006) |                                                            |                                               |                                               |                                               |                                               |                                               |       |                                     |      |
| Как часто и где Вы говорите по-ирландски?                                                                                                |                                                            |                                               |                                               |                                               |                                               |                                               |       |                                     |      |
| ежедневно, только в образовательных учреждениях                                                                                          | ежедневно, как в образовательных учреждениях, так и вне их | в других местах (вне образовательной системы) | в других местах (вне образовательной системы) | в других местах (вне образовательной системы) | в других местах (вне образовательной системы) | в других местах (вне образовательной системы) | сумма | всего, отвечавших на вопрос о языке | 2006 |
| ежедневно, только в образовательных учреждениях                                                                                          | ежедневно, как в образовательных учреждениях, так и вне их | ежедневно                                     | каждую неделю                                 | реже                                          | никогда                                       | не указано                                    | сумма | всего, отвечавших на вопрос о языке | 2006 |
| 193 | 11                                                         | 15                                            | 32                                            | 272                                           | 187                                           | 6                                             | 716   | 1590                                | 1669 |
| Доля от всех отвечавших на вопрос о языке, %                                                                                             |                                                            |                                               |                                               |                                               |                                               |                                               |       |                                     |      |
| 12,1 | 0,7                                                        | 0,9                                           | 2,0                                           | 17,1                                          | 11,8                                          | 0,4                                           | 45,0  | 100                                 |      |

| Типы частных жилищ (Тема 6 — 1(a) : Число частных домовладений по типу размещения, 2006) |          |         |                 |            |       |      |
| Отдельный дом                                                                            | Квартира | Комната | Переносные дома | не указано | сумма | 2006 |
| 575                                                                                      | 33       | 1       | 2               | 13         | 624   | 1669 |

## Города-побратимы
- Плёмёр-Боду (Франция, с 1992)[9]